# Nokbeon-dong
Nokbeon-dong (koreanska: 녹번동) är en stadsdel i stadsdistriktet Eunpyeong-gu i Sydkoreas huvudstad Seoul.